# Уэйс, Алан
Алан Джон Байярд Уэйс (англ. Alan John Bayard Wace; 13.07.1879, Кембридж — 09.11.1957, Афины) — британский археолог, микенолог. Член Американского философского общества (1945) и Британской академии (1947).
Учился в школе Шрусбери и кембриджском Пембрук-колледже.
В 1912—1914 годах — лектор античной истории и археологии Сент-Эндрюсского университета. В 1914—1923 годах — директор Британской археологической школы в Афинах. В 1924—1934 годах работал в Музее Виктории и Альберта. В 1934—1944 годах — Лоуренсовский профессор классической археологии Кембриджа. В 1943—1952 годах — профессор классики и археологии Университета Фарука I в Александрии (Египет).
С 1920-х годов и до 1955 года принимал участие в раскопках в Спарте, Микенах, Фесалии, Александрии.

## Труды
- Prehistoric Thessaly (1912).
- The nomads of the Balkans : an account of life and customs among the Vlachs of northern Pindus(1913).
- Excavations at Mycenae (1923).
- Chamber tombs at Mycenae (1932).
- Mycenae, an Archaeological History and Guide (1949).
- A Companion to Homer (1962).
- The Marlborough Tapestries (reprinted 1968).